# كرونوصور
كرونوصور (بالإنجليزية: Kronosaurus)، وتعني سحلية كرونوس وهو جنس منقرض من البليوصور قصير العنق. يقدر طوله من 9 إلى 10.9 أمتار (30 إلى 36 قدمًا) ، وكان من بين أكبر البليوصورات، وسمي على اسم زعيم جبابرة اليونان، كرونوس. عاشت في أوائل العصر الطباشيري. تم استرداد المواد الأحفورية من تكوين توليبك (وسط إلى أواخر الألبان) وتكوينات والمبيلا إبتيان في كوينزلاند ونيو ساوث ويلز في أستراليا، ومن تكوين باجا العلوي (أواخر أبتيان) في بوياكا، كولومبيا، وتم تخصيص نوعين.